# Georg Weber (Mediziner)
Georg Weber (* 9. April 1816 in Kiel; † 8. Dezember 1891 ebenda) war ein deutscher Arzt und früher Vertreter der deutschen Arbeiterbewegung. Sein Deckname war Kutscher.

## Leben
Georg Weber war der Sohn des Etatrats und Professors der Medizin an der Kieler Universität Georg Heinrich Weber und seiner Frau Anna Henrietta Philippina Weber, geb. Wedekind. Er besuchte das Gymnasium in Kiel und in Bonn. 1835 begann er sein Studium der Medizin an der Christian-Albrechts-Universität zu Kiel und promovierte dort 1842 zum „Dr. med et. chir.“
1844 lernte er Karl Marx in Paris kennen und schrieb für den „Vorwärts! Pariser Signale aus Kunst, Wissenschaft, Theater, Musik und geselligem Leben“ von Heinrich Börnstein Artikel und Gedichte. Auf vier seiner Artikel hatte Marx insofern Einfluss, da Weber direkt aus Marx’ Ökonomisch-philosophischen Manuskripten schöpfte. Besonders engen Kontakt pflegte er auch zu August Hermann Ewerbeck.
Im November 1845 versuchte Weber für Marx einen Verlag in Altona, Hamburg und Kiel für die Deutsche Ideologie zu finden, was jedoch misslang. 1846 war er beteiligt an der Gründung des Kommunistischen Korrespondenz-Komitee in Kiel. In seinem Brief vom 1. August 1846 berichtet er über die Probleme in Schleswig-Holstein: „Die Dänen möchten Schleswig-Holstein zu einer dänischen Provinz machen, um desto mehr Steuer von da zu erhalten. Schleswig-Holstein mag nicht, Natürlich ist der Gerldpunct das punctum saliens. […] Wenn hier in Kiel etwas aus der Geschichte [Kommunistisches Korrespondenz-Komitee] wird, so beläuft sich die Zahl der Theilnehmer auf 3—4.“
Als Teilnehmer am Schleswig-Holsteinischen Krieg geriet er im April 1848 in dänische Gefangenschaft. Aufgrund des Vertrages von Malmö wurde er freigelassen.
In den Jahren 1847 und 1849 publizierte er zwei Bücher als praktizierender Arzt in Kiel über „Rhachitis“ und zur „Theorie und Methodik der physikalischen Untersuchungsmethode bei den Krankheiten der Athmungs- und Kreislaufs-Organe“. 1859 wurde ihm in Kiel der Bürgerbrief angeboten, den er jedoch ablehnte.
1850 tötete Weber bei einem Pistolen-Duell in Lütjenbur seinen Gegner Leutnant Sleth durch einen Schuss durch die Brust. Weber hatte lange versucht, das Duell zu vermeiden.
1851 ging er nach Nordamerika, vielleicht auf den Rat des Abgeordneten des Rumpfparlaments und Freundes Wilhelm Hoffbauer.
1861 war er wieder in Kiel und praktizierte als Wundarzt, Geburtshelfer und praktischer Art. 1862 heiratete er in Kiel.
In den 1870er Jahren wandte er sich in einigen Briefen wieder an Karl Marx. Im Sommer 1871, 1873 und 1874 besuchte er Karl Marx in London.  Seine Übersetzung von Bérangers Liedern erschien 1881. Am 8. Dezember 1891 starb Georg Weber in Kiel.

## Zitat
„Ihr wollt also eine communistische Parthei in Deutschland bilden; und wenn diese Parthei geschaffen ist, was dann? Seit ich wieder in Deutschland bin, habe ich fester als je die Überzeugung daß Deutschland   das ganze constionelle Unwesen noch durchzupflügen hat, wie ich schon in Paris beständig aussprach. Ich glaube daß kein Volk weniger geschaffen ist ohne vermittelnden Übergang Sprünge zu machen, wie das deutsche. Halte mir nicht die Explosionen der Misere als communistische That des Volks vor. Noth kennt kein Gebot. Außerdem hat England vierl deutsches Blut, die Noth ist unendlich größer und noch existirt old England!“

## Werke
- De opii indole pharmacodynamica. C. F. Mohr, Kiliae 1842 MDZ
- Negersclaven und freie Sclaven. In Vorwärts! Pariser Signale aus Kunst, Wissenschaft, Theater, Musik und geselligem Leben Nr. 58 vom 20. Juli 1844[11]
- Es sei denn [Gedicht]. In Vorwärts! Nr. 59 vom 24. Juli 1844[12]
- Offizielle preußische Wohltätigkeit. In Vorwärts! Nr. 62 vom 3. August 1844[13]
- Du möchtest Allen Alles sein [Gedicht]. In Vorwärts! Nr. 63 vom 7. August 1844[14]
- An R zu seinem Geburtsstag. In den Ruinen des Amphitheaters zu Tormine. [Gedichte]. In Vorwärts! Nr. 64 vom 10. August 1844[15]
- Die Kolonie Ost[er]wald im Elsaß. In Vorwärts! Nr. 64 vom 10. August 1844[16]
- Die heilige Allianz der Völker, nach Béranger. In Vorwärts! Nr. 666 vom 17. August 1844[17]
- Das Geld. In Vorwärts! Nr. 69 vom 28. August 1844[18]
- Gott und Mensch. Das Wunder des ungenähten Rocks zu Trier [Gedichte]. In Vorwärts! Nr. 81 vom 9. Oktober 1844[19]
- Die Rhachitis von Jules Guérin. Aus dem Französischen übersetzt von Georg Weber.  Aldolph Büchting, Nordhausen 1847
- Theorie und Methodik der physikalischen Untersuchungsmethode bei den Krankheiten der Athmungs— und Kreislaufs-Organe. In ihren Grundzügen dargestellt. Aldolph Büchting, Nordhausen 1849 MDZ
- Lieder von P. J. von Béranger. Übersetzt von Georg Weber. Lipsius & Tischer, Kiel 1881

## Briefe
- Georg Weber an Karl Marx 22. November 1845[20]
- Georg Weber an Karl Marx 3. Juli 1846[21]
- Georg Weber an das Kommunistische Korrespondenzkomitee in Brüssel 1. August 1846[22]
- Georg Weber an das Kommunistische Korrespondenzkomitee in Brüssel 5. – 6. September 1846[23]
- Georg Weber an Karl Marx 5. Juli 1871[24]
- Georg Weber an Karl Marx 23. Juli 73[25]
- Georg Weber an Karl Marx 4. Juni 1874[26]